# Zwalisko
Zwalisko lub Wieczorny Zamek (niem. Abendburg, 1047 m n.p.m.) – wzniesienie w południowo-zachodniej Polsce, w Sudetach Zachodnich, w Górach Izerskich, w Grzbiecie Wysokim.

## Lokalizacja
Wzniesienie położone jest w Sudetach Zachodnich, w środkowo-wschodniej części Gór Izerskich, we wschodniej części Wysokiego Grzbietu, między wzniesieniem Izerskie Garby po zachodniej stronie a Wysokim Kamieniem po wschodniej stronie, około 1,7 km na południowy wschód od Rozdroża Izerskiego.

## Charakterystyka
Wzniesienie ma kształt wąskiej grzędy ciągnącej się równoleżnikowo na przestrzeni kilkuset metrów, usianej hornfelsowymi skałami, i położone jest opodal kopalni kwarcu "Stanisław", w rejonie szczególnie zasobnym w bogactwa naturalne. Szczyt wieńczy okazała grupa malowniczych skałek zwanych Wieczorny Zamek – od tych skałek wzniesienie zwane jest też Zamkiem Wieczornym, na zachód wznoszą się Skarbki, a na wschodzie Skalna Brama. Są to bardzo popularne i kiedyś widokowe skały, obecnie zarastające lasem. Zbocza północne stromo opadają w kierunku Rozdroża Izerskiego, a południowe w kierunku doliny rzeki Kamiennej. Zbocza zachodnie i wschodnie obniżają się bardzo łagodnie. Na wschód od szczytu położone jest Rozdroże pod Zwaliskiem, a nieco dalej wznosi się odosobnione i nieco wyższe wzniesienie Wysoki Kamień (1058 m). Na północnych stokach wzniesienia położone są źródła dopływów Małej Kamiennej, a na zboczu południowym liczne źródełka dopływów Kamiennej.

## Budowa geologiczna

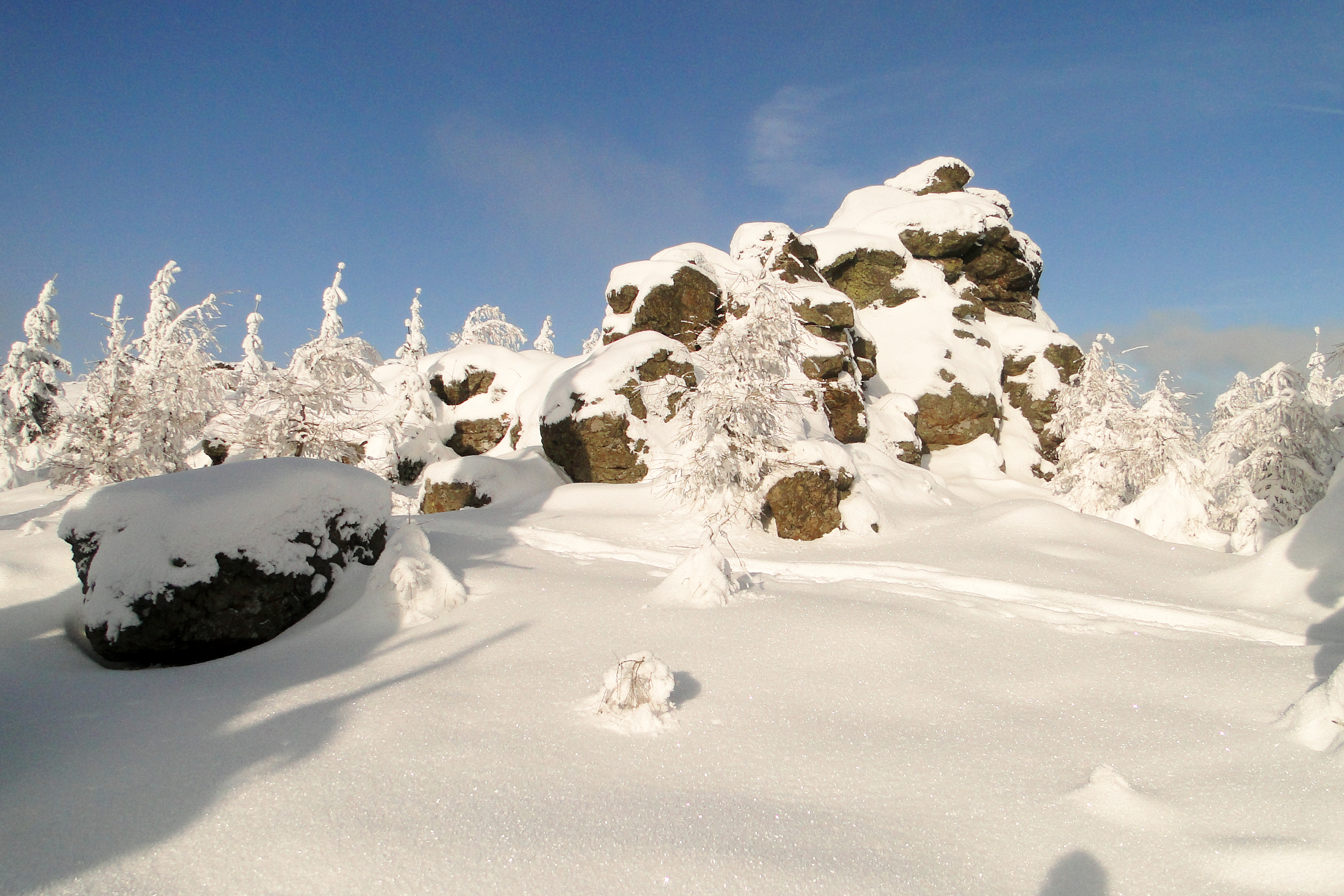
Grupa skałek Wieczorny Zamek zimą (2010)

Masyw Zwaliska położony jest w obrębie bloku karkonosko-izerskiego, w strefie kontaktu granitoidowego masywu karkonoskiego oraz metamorfiku izerskiego. Grzbiet zbudowany jest z odpornych na wietrzenie hornfelsów, które tworzą skałki na szczycie. Zbocza południowe tworzą karbońskie granity porfirowate, północne zaś staropaleozoiczne skały metamorficzne – gnejsy i łupki łyszczykowe.

## Roślinność
Zbocza w partii szczytowej porośnięte są młodym, zdrowym świerkowym lasem, a w partiach dolnych starodrzewem świerkowym.

## Historia
Wzniesienie było dobrze znane średniowiecznym walońskim poszukiwaczom kruszców. Uchodziło za miejsce zasobne w minerały i kruszce, wielokrotnie wzmiankowane w Księgach Walońskich.
W okolice wzniesienia około XIV–XV wieku docierali poszukiwacze kruszców. W okolicy Zwaliska w przeszłości znajdowały się szybiki kopalń złota. Zwalisko w połowie XIX wieku było licznie odwiedzane przez turystów docierających na szczyt konno lub w lektykach ze starego schroniska na Rozdrożu Izerskim. Grupa hornfelsowych skałek przed II wojną światową podlegała ochronie jako pomnik przyrody. Wzniesienie w przeszłości było nazywane: "Zamek Wieczorny", "Abendburg", "Odenburk", "Abend-Rottenburg", "Abend-Rotte-Burg", "Abendbruck", "Obentrotisborgk", "Schloß", "Alte Schloß", "Schloßberg".

## Inne
- W latach 80. XX wieku w górnych partiach szczytu w wyniku klęski ekologicznej, wywołanej zanieczyszczeniem powietrza, został całkowicie zniszczony las monokultury świerkowej, zaszczepiony w XIX wieku. Obecnie na stokach, w miejscu zniszczonego lasu, rośnie młode pokolenie drzew. O klęsce przypominają jedynie wystające ponad młodnik obumarłe kikuty drzew.
- Około 2,3 km na zachód od szczytu wznosi się Wysoka Kopa najwyższe wzniesienie Gór Izerskich.
- Szczyty bardzo często pokrywają chmury i mgły.
- W partii szczytowej pokrywa śnieżna często utrzymuje się do późnej wiosny.
- Ze wzniesieniem związane były liczne legendy i podania o ukrytych skarbach, zaklętych zamkach, tajemniczych wejściach do podziemi itp.

## Turystyka
Przez szczyt prowadzą szlaki turystyczne:
- czerwony – czerwony szlak im. M. Orłowicza ze Świeradowa-Zdroju.
- zielony – z Rozdroża Izerskiego do Jakuszyc.
- niebieski – ze Szklarskiej Poręby przez Rozdroże pod Cichą Równią do Świeradowa-Zdroju i dalej.
- Wzniesienie stanowiło doskonały punkt widokowy, z którego roztaczały się rozległe widoki, obecnie coraz bardziej zasłaniane przez drzewa.